# Asia Rugby Championship 2024
Asia Rugby Championship 2024 – ósma edycja corocznego turnieju organizowanego pod auspicjami Asia Rugby dla trzech najlepszych azjatyckich męskich reprezentacji rugby union. Turniej został rozegrany od 1 do 22 czerwca 2024 roku, a jego zwycięzcą została reprezentacja Hongkongu.
Sędziowie zawodów zostali wyznaczeni pod koniec maja 2024 roku. Trzy wysokie bonusowe zwycięstwa odniosła reprezentacja Hongkongu, zdobywając tym samym piąty tytuł z rzędu. Niespodzianką tej edycji było zwycięstwo ZEA nad dużo wyżej notowaną Koreą Południową.
Wszystkie mecze były transmitowane w Internecie w mediach społecznościowych kontynentalnego związku.

## System rozgrywek
Rozgrywki prowadzone były systemem kołowym w ciągu trzech meczowych dni pomiędzy 1 a 22 czerwca 2024 roku i uczestniczyły w nich trzy najlepsze zespoły poprzedniego sezonu oraz zwycięzca Dywizji 1. Zwycięzca meczu zyskiwał cztery punkty, za remis przysługiwały dwa punkty, porażka nie była punktowana, a zdobycie przynajmniej czterech przyłożeń lub przegrana nie więcej niż siedmioma punktami premiowana była natomiast punktem bonusowym.

## Mecze
| 1 czerwca 202415:30 | Hongkong | 52:5 | Zjednoczone Emiraty Arabskie | Hong Kong Football Club Stadium, Hongkong Sędzia: Katsuki Furuse |
| 1 czerwca 202415:30 |          | 52:5 |                              | Hong Kong Football Club Stadium, Hongkong Sędzia: Katsuki Furuse |

| 2 czerwca 202414:00 | Korea Południowa | 55:5 | Malezja | Namdong Asiad Rugby Field, Inczon Sędzia: Jaco De Wit |
| 2 czerwca 202414:00 |                  | 55:5 |         | Namdong Asiad Rugby Field, Inczon Sędzia: Jaco De Wit |

| 8 czerwca 202414:00 | Malezja | 6:70 | Hongkong | UPM Stadium, Serdang Sędzia: Justin Wang |
| 8 czerwca 202414:00 |         | 6:70 |          | UPM Stadium, Serdang Sędzia: Justin Wang |

| 9 czerwca 202419:30 | Zjednoczone Emiraty Arabskie | 36:32 | Korea Południowa | The Sevens, Dubaj Sędzia: Matthew Rodden |
| 9 czerwca 202419:30 |                              | 36:32 |                  | The Sevens, Dubaj Sędzia: Matthew Rodden |

| 21 czerwca 202419:30 | Zjednoczone Emiraty Arabskie | 62:19 | Malezja | The Sevens, Dubaj Sędzia: Morgan White |
| 21 czerwca 202419:30 |                              | 62:19 |         | The Sevens, Dubaj Sędzia: Morgan White |

| 22 czerwca 202416:30 | Hongkong | 67:7 | Korea Południowa | Hong Kong Football Club Stadium, Hongkong Sędzia: Takehito Namikawa |
| 22 czerwca 202416:30 |          | 67:7 |                  | Hong Kong Football Club Stadium, Hongkong Sędzia: Takehito Namikawa |